# Vianópolis (kommun)
Vianópolis är en kommun i Brasilien.   Den ligger i delstaten Goiás, i den sydöstra delen av landet, 130 km söder om huvudstaden Brasília. Antalet invånare är 12 549.
Följande samhällen finns i Vianópolis:
- Vianópolis

Omgivningarna runt Vianópolis är huvudsakligen savann. Runt Vianópolis är det glesbefolkat, med 8 invånare per kvadratkilometer.